# Дадо Пършо
Миладин „Дадо“ Пършо е хърватски футболист. Той е един от най-успешните хърватски футболисти в последното десетилетие. Роден е на 5 ноември 1974 г. в град Задар. Футболната си кариера хърватския нападател започва в родния си град Задар. Запалянковците във футболна Европа ще запомнят хърватския футболист главно с представянето в Монако и Глазгоу Рейнджърс. С екипът на Монако Дадо Пършо печели шампионската титла във Франция през сезон 1999/2000 г. С Монако Пършо прави невероятен сезон в Шампионската лига през 2004. В отбора, ръководен от бившия френски национал Дидие Дешам, играят отличини футболисти като Людовик Жиюли, Себастиан Скилачи, Патрис Евра и разбира се Дадо Пършо. На своя рожден ден 5 ноември 2003 г., той става едва третият футболист в историята на Шампионската лига, който е отбелязвал 4 гола в един мач. Паметното постижение бе записано от човека със суровия поглед и конската опашка по пътят към финала Монако, срещу един от хитовете на турнира този сезон – испанския Депортиво Ла Коруня, който е победен на стадион Луи II с 8:3. Финалният мач обаче Дадо Пършо и неговите съотборници губят с 0:3 от португалския Порто. Още в първия си мач за Хърватия записва името си сред голмайсторите, при разгрома над Белгия с 4:0. На баражите срещу Словения Пършо се разписа и в двата мача, като помага на своя отбор да се класира на Евро 2004. За националния отбор на Хърватия Пършо изиграва 32 мача, в които е вкарал 9 гола. Местните медии го провъзгласят за футболист №1, и го обявят за „Новия Давор Шукер“. Пършо е типичен представител на това „интернационално“ поколение на Хърватия. Като момче той попада в полезрението на Хайдук Сплит, но така и не започва сериозни тренировки, защото родителите му бягат във Франция заради нестабилната политическа обстановка в разпадащата се Югославия. След като играе няколко години в нискоразрядни отбори и работи като автомеханник, през 1996 година Дадо е забелязан от Жан Тигана, и е привлечен в Монако. През първата си година там той страда от проблеми с дисциплината, вследствие на което е изпратен под наем в Аячо. След това е върнат в Монако, като успява да помогне на отбора да стане шампион. В мач срещу Депортиво Ла Коруня отбелязва 4 гола, като изравнява рекорда на Марко ван Бастен и Филипо Индзаги